# ATPG
自動測試圖樣產生（英語：Automatic test pattern generation, ATPG）系統是一種工具，可以產生数字电路測試所需的輸入訊號，自動測試設備可以利用此訊號確認電路行為，進而判斷電路是否損壞。
超大型積體電路的测试平台，要達到非常高的錯誤涵蓋率是非常困難的工作，因為它的複雜度很高。
針對组合逻辑电路（Combinatorial logic）和时序逻辑电路（Sequential logic）的電路測試，必須要使用不同的 ATPG 方法。